# Grönglänsande metallfly
Grönglänsande metallfly (Diachrysia chrysitis) är en fjärilsart som beskrevs av Linnaeus 1758. Arten ingår i släktet Diachrysia, och familjen nattflyn.
Vingspannet är 35-45 millimeter. Arten förekommer i hela Europa utom längst upp i norr. Arten är reproducerande i Sverige. Inga underarter finns listade.

## Bildgalleri

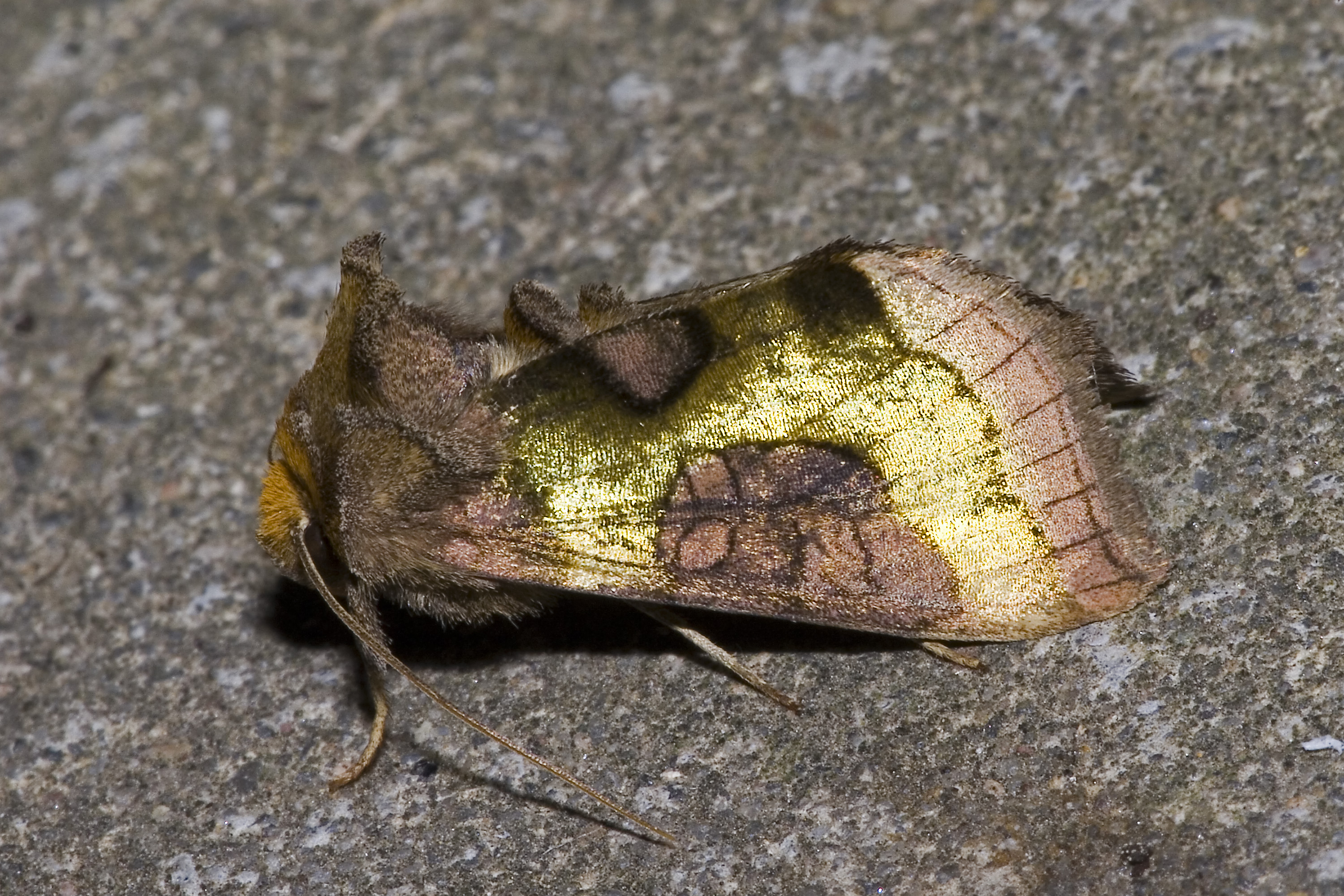
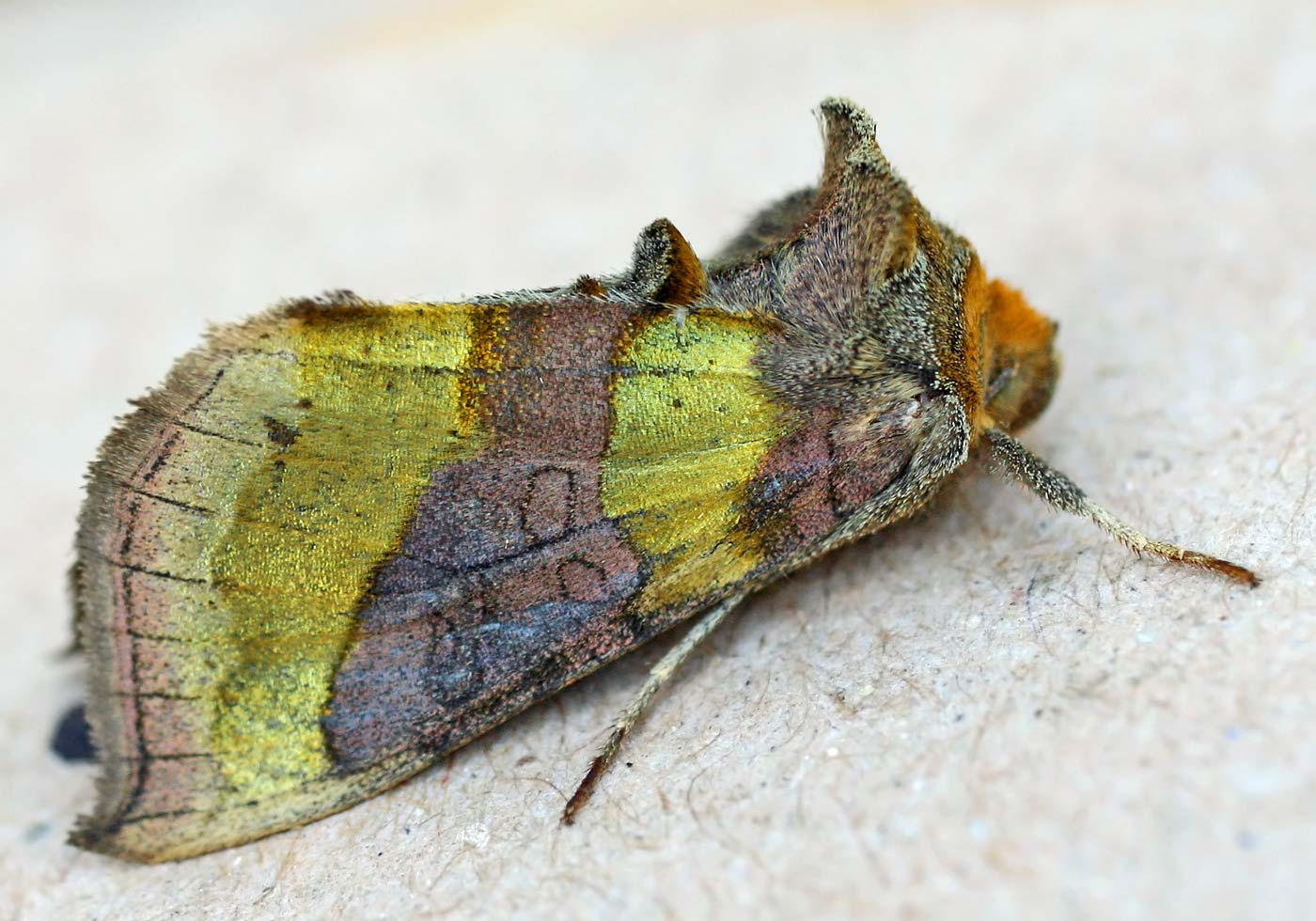
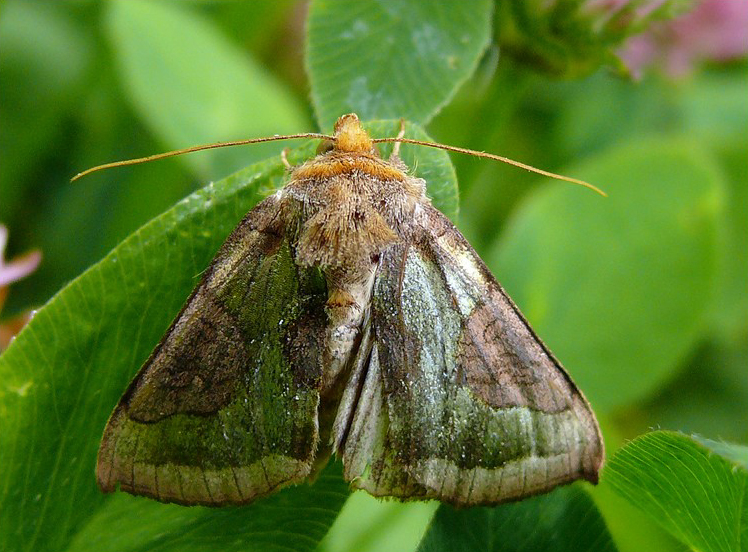
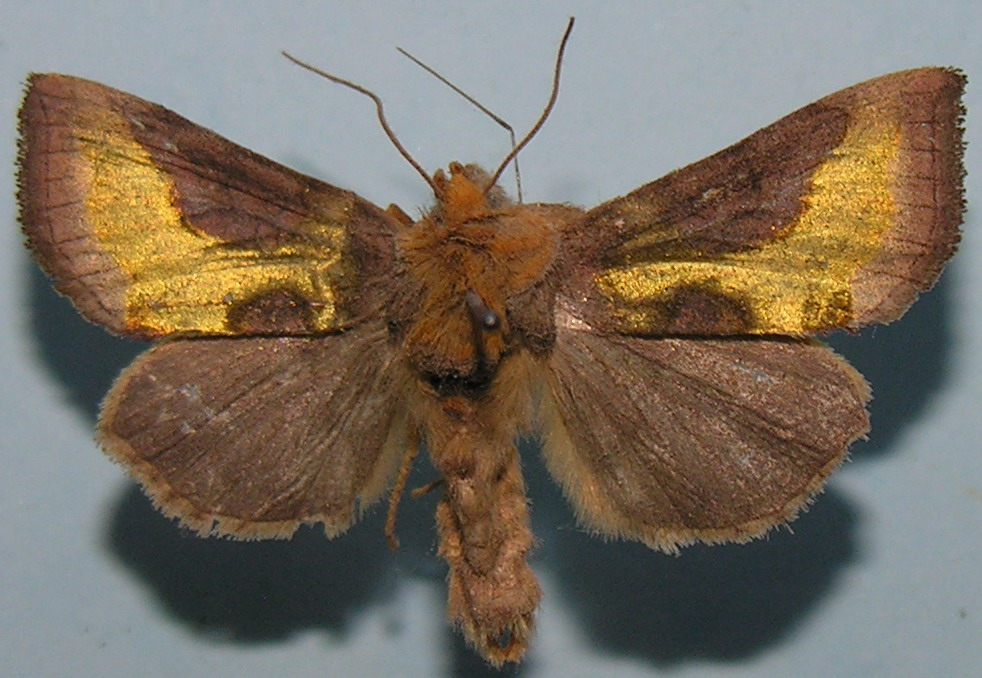
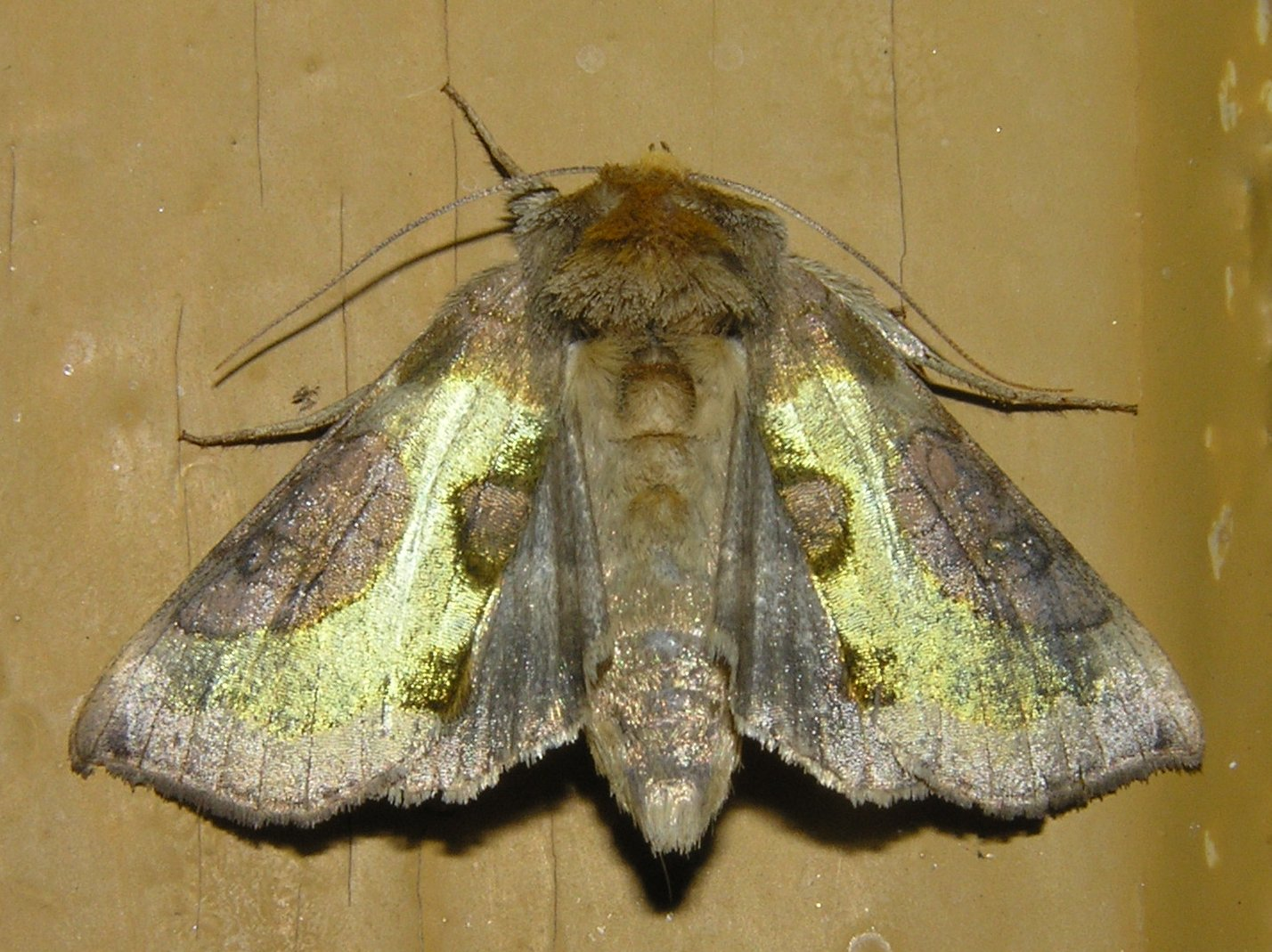
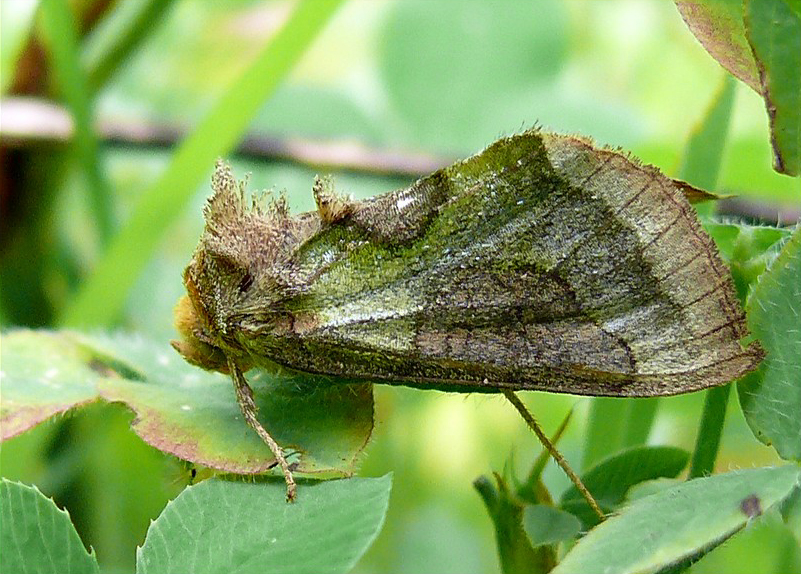